# Cilengitid
Cilengitid (EMD 121974, Markenname: Impetreve, Im Einbuchstabencode: cyclo-[RGDf(NMe)V]) ist der internationale Freiname für ein cyclisches Pentapeptid. Es wird derzeit in der Onkologie auf seine Anwendbarkeit als Angiogenesehemmer gegen Glioblastome, eine besonders bösartige Form von Hirntumoren, erprobt. Es wurde von der Merck KGaA in Zusammenarbeit mit Horst Kessler von der Technischen Universität München entwickelt.

## Wirkungsmechanismus

Aufbau eines Integrins. Der obere Teil ist extrazellulär. Im Falle eines α_{v}β_{3} and α_{v}β_{5} Integrins bindet dort Cilengitid.

Cilengitid beinhaltet eine RGD-Aminosäuresequenz. Diese Sequenz, bestehend aus den drei Aminosäuren Arginin (R), Glycin (G) und Asparaginsäure (D), vermittelt die Bindung an spezifische Rezeptoren, sogenannte Integrine. Cilengitid hemmt die Integrine αvβ3 and αvβ5 und soll so die Bildung und das Wachstum von tumoreigenen Blutgefäßen (Angiogenese) und damit das Wachstum und die Ausbreitung von Tumorzellen unterbinden. In Folge wird die Blutzufuhr abgeschnitten, der Tumor „verhungert“ dadurch regelrecht und kann keine Metastasen mehr bilden. Manche Krebszellen reagieren auf diese Substanz sogar ganz unmittelbar und sterben ab (Apoptose).

## Klinische Erprobung
Cilengitid ist derzeit noch nicht für die Anwendung am Menschen zugelassen. Die Substanz befindet sich noch in der klinischen Erprobung.
- Die Ergebnisse einer multizentrischen Dosisfindungsstudie zur Ermittlung der maximal verträglichen Dosis von Cilengitid bei Gliom-Patienten wurden auf der neunten Jahrestagung der Amerikanischen Gesellschaft für Neuroonkologie (SNO) in Toronto veröffentlicht: Bei zwei der insgesamt 51 rekrutierten Patienten wurde eine Vollremission erreicht, bei drei Patienten eine Teilremission und bei vier Patienten eine Stabilisierung des Krankheitszustandes über mehr als sechs Monate.
- Derzeit (Stand: Juni 2007) laufen sieben vom National Cancer Institute geförderte Studien mit Cilengitid als Monotherapie bei verschiedenen Tumorarten einschließlich neu diagnostiziertem Glioblastom, rezidivierendem Glioblastom bei Erwachsenen und rezidivierenden Hirntumoren bei Kindern. Eine weitere NCI-Studie untersucht derzeit im Phase II-Setting die Kombination von Cilengitid mit Strahlentherapie und Temozolomid bei Patienten mit neu diagnostiziertem Glioblastom.[4]
- Auf der letzten Jahrestagung der Amerikanischen Krebsgesellschaft, American Society of Clinical Oncology (ASCO), wurden die Ergebnisse zweier weiterer Phase I/II Studien mit Cilengitid in der Behandlung von Patienten mit Glioblastom vorgestellt.
- Darüber hinaus wird Cilengitid derzeit gegen verschiedene andere Tumoren, wie beispielsweise metastasiertem Prostatakrebs (Phase II)[5][6], fortgeschrittenem nicht-kleinzelligem Bronchialkarzinom (Phase II)[7] und fortgeschrittenen Plattenepithelkarzinomen des Kopfes und Halses (Phase I/II), getestet.[8]